# Kleinfrankenheim
Kleinfrankenheim est une ancienne commune du Bas-Rhin, associée à Schnersheim depuis 1972.
Cette localité se trouve dans la région historique et culturelle d'Alsace.

## Toponymie
- De l'adjectif germanique klein (petit) + Franken (les francs) + heim (village)[2].
- Anciennes mentions : Kleinfrankenheim (1793), Kleinfranckenheim (1801)[1].

## Histoire
Jusqu’à 1789, le village appartient à l’évêque de Strasbourg, qui le gère par l’intermédiaire d’un schultheiss, dirigeant l’administration communale, ou Dinckhof. Bien que la Révolution modifie le mode de nomination, avec un maire désormais élu par les citoyens, cela n’affecte que peu la vie locale, Jean-Georges Jung, qui était déjà schultheiss depuis 1762, étant le premier maire de la commune.
Le 1er mai 1972, la commune de Kleinfrankenheim est rattachée à celle de Schnersheim sous le régime de la fusion-association.

## Héraldique
| Blason de Kleinfrankenheim | Les armes de Kleinfrankenheim se blasonnent : « D'or à la roue de six rayons de gueules. ». |

## Politique et administration
| Période | Période | Identité          | Source |
| ------- | ------- | ----------------- | ------ |
| 1762    | 1790    | Jean-Georges Jung | [ 4 ]  |

| Période                                  | Période | Identité          | Étiquette | Qualité            |
| ---------------------------------------- | ------- | ----------------- | --------- | ------------------ |
| 1790                                     | 1793    | Jean-Georges Jung |           | ancien schultheiss |
| 1793                                     |         | Laurent Ulrich    |           | ancien schultheiss |
|                                          |         | Michel STERN      |           |                    |
| Les données manquantes sont à compléter. |         |                   |           |                    |

## Démographie
| 1790 | 1858 | 1896 | 1900 | 1906 | 1911 | 1926 | 1936 | 1946 |
| ---- | ---- | ---- | ---- | ---- | ---- | ---- | ---- | ---- |
| 167  | 184  | 171  | 169  | 174  | 203  | 164  | 157  | 139  |

| 1954 | 1962 | 1968 | 1982 | - | - | - | - | - |
| ---- | ---- | ---- | ---- | - | - | - | - | - |
| 143  | 142  | 133  | 211  | - | - | - | - | - |

## Lieux et monuments
- Église Saint-Georges de 1775[7].

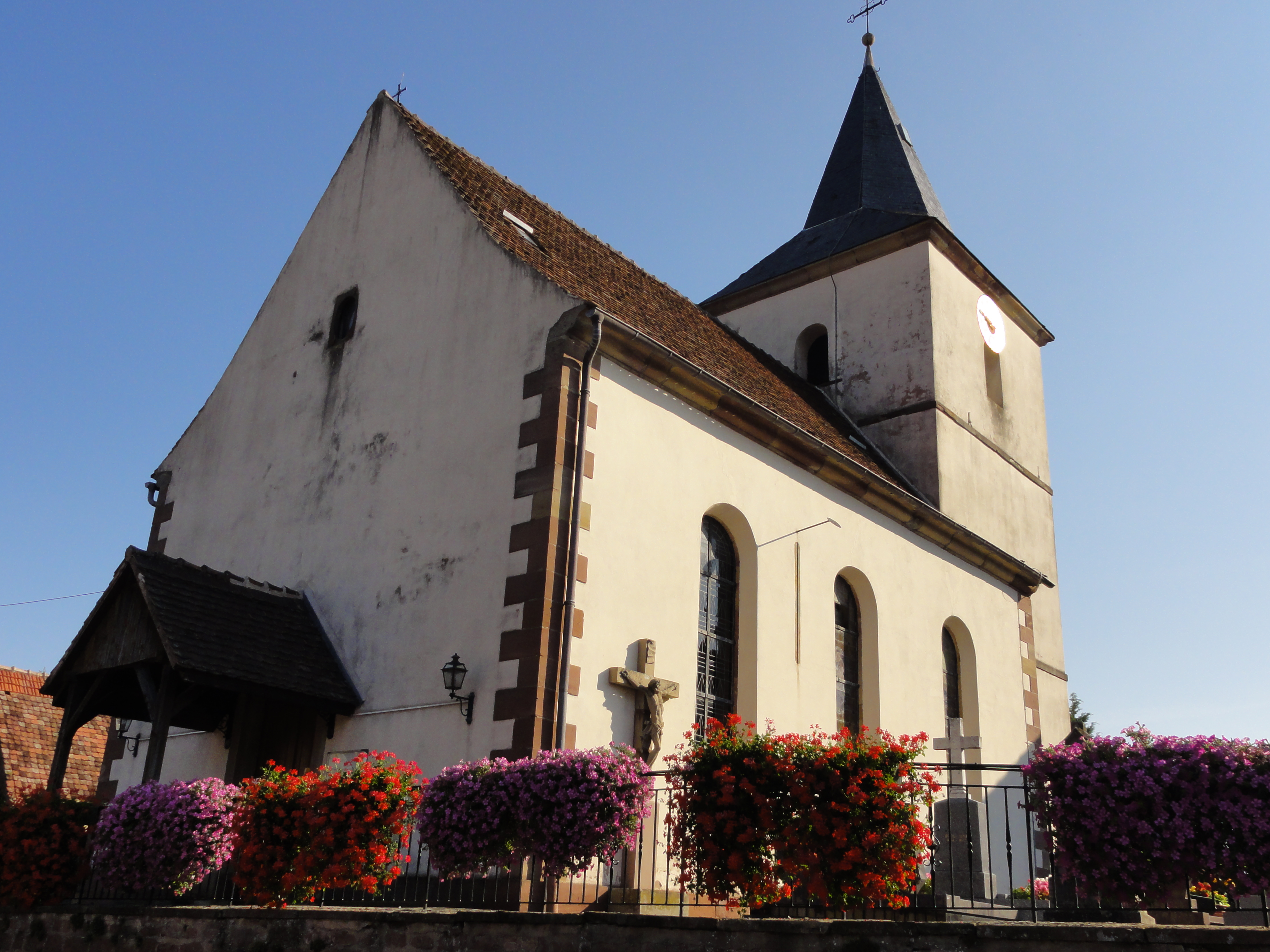
L'église Saint-Georges.
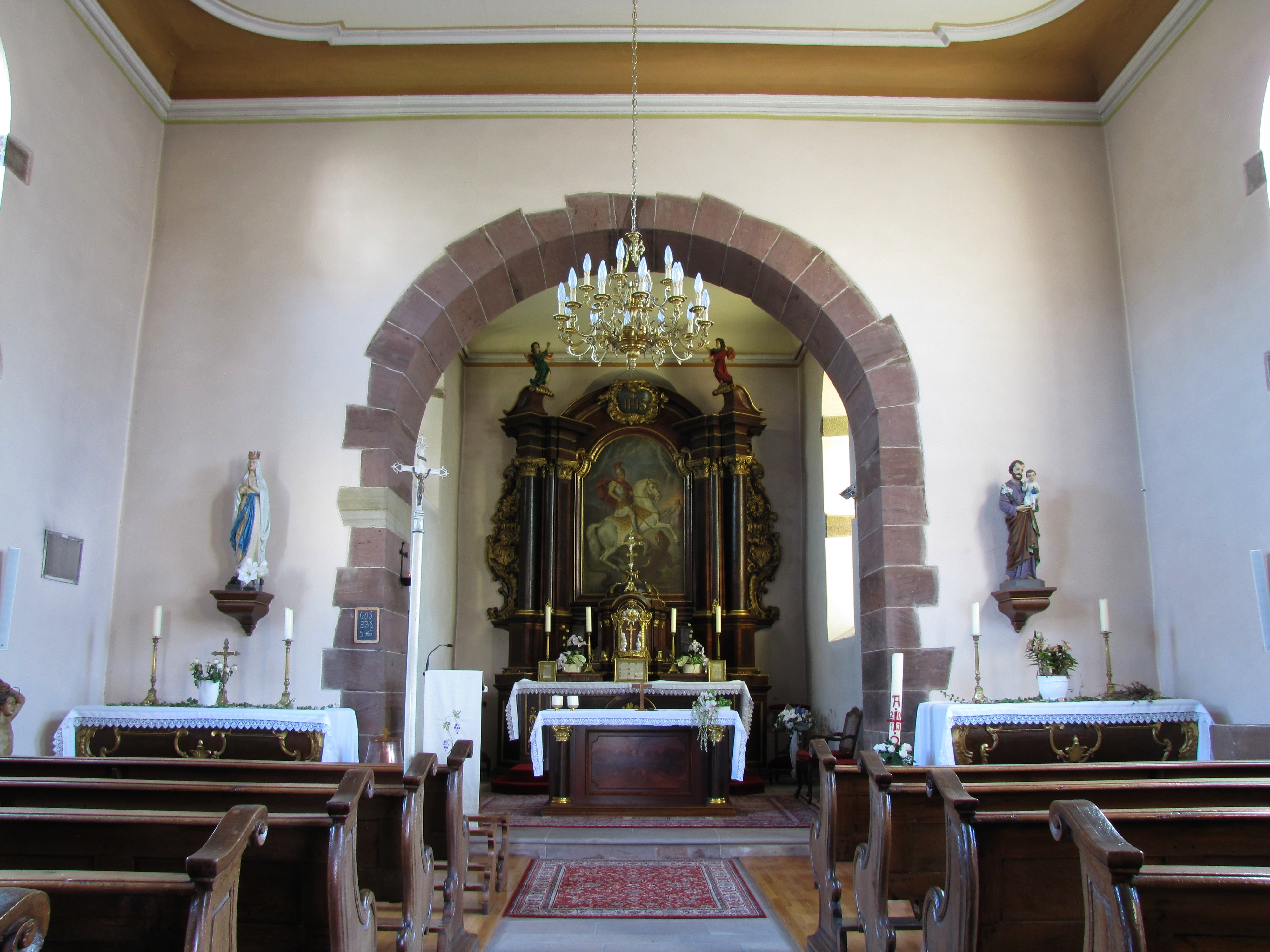
Intérieur de l'église Saint-Georges.